# Battaglia di Antiochia (145 a.C.)
La battaglia di Antiochia, anche nota come battaglia dell'Enoparo, fu combattuta nel 145 a.C. nei pressi di Antiochia di Siria tra l'esercito del sovrano dell'Impero seleucide, Alessandro I Bala, e il faraone egiziano Tolomeo VI Filometore, durante la seconda guerra civile seleucide; Tolomeo fu vittorioso, ma morì per le ferite riportate nello scontro.
Alessandro Bala era divenuto sovrano seleucide nel 150 a.C., dopo aver sconfitto Demetrio I Sotere con il sostegno di Tolomeo, la figlia del quale, Cleopatra Tea, aveva sposato. In seguito l'alleanza tra i due andò in frantumi e Tolomeo sostenne Demetrio II (figlio di Demetrio I) in opposizione ad Alessandro, dandogli persino in moglie Cleopatra dopo averla fatta divorziare dal primo marito.
La battaglia di Antiochia segnò la fine del regno di entrambi i sovrani: Tolomeo morì a seguito delle ferite riportate, ma fece a tempo a ricevere la testa di Alessandro, decapitato dal sovrano dei Nabatei, presso il quale era fuggito, che intendeva rimanere in buoni termini con gli Egizi.